# Anita Ekström
Gertrud Anita Ekström (Solna, 13 gennaio 1943 – 18 giugno 2022) è stata un'attrice svedese, vincitrice del premio Guldbagge come miglior attrice nel 1970.

## Biografia
Impiegata in una centrale elettrica, divenne attrice per caso, seguendo le orme della sorella maggiore. Nel 1964 si iscrisse all'Accademia d'arte drammatica di Göteborg, dove si diplomò nel 1967. Entrò in quegli anni nella compagnia del Teatro Nazionale della città di Stoccolma, affiancando l'attività teatrale con quella televisiva e cinematografica.

## Filmografia parziale
- Jänken, regia di Lars Forsberg (1970)
- Corruzione in una famiglia svedese - Una manciata d'amore (En handfull kärlek), regia di Vilgot Sjöman (1974)
- Barnens ö, regia di Kay Pollak (1980)

## Riconoscimenti
- Guldbagge
  - 1970 - Miglior attrice per Jänken